# Julianna Karaulova
Julianna Karaulova (in russo Юлианна Караулова?; Mosca, 24 aprile 1988) è una cantante e attrice russa, nota sia come solista che come cantante del gruppo 5sta Family, di cui ha fatto parte dal 2011 al 2014.

## Biografia
Nata a Mosca e cresciuta in Bulgaria per via del lavoro di suo padre, Julianna è divenuta nota al pubblico russo nel 2005 grazie alla sua partecipazione al talent show musicale Fabrika Zvëzd, del quale è stata una finalista. Al termine del programma, Julianna ha formato la band al femminile YES! insieme ad altre tre finaliste, con le quali ha registrato quattro canzoni e un video. Dopo il loro scioglimento, la cantante è entrata a far parte dei 5sta Family, con i quali ha pubblicato l'album Začem? nel 2012. Julianna è comparsa in una puntata della serie televisiva russa Letnij freš nel 2014.
Sempre nel 2014, Julianna ha abbandonato i 5sta Family per dedicarsi alla sua carriera da solista. Nel 2015 è stato pubblicato il suo singolo di debutto, Ty ne takoj, accompagnato da un video girato a  Roma. Il brano ha raggiunto il primo posto nella classifica radiofonica russa. Nello stesso anno è stato pubblicato un secondo singolo, Ch'juston, seguito da una terza canzone, Vneorbitnye. A giugno 2016 è uscito il quarto singolo di Julianna, intitolato More.
L'album di debutto da solista di Julianna Karaulova, intitolato Čuvstvo Ju, è uscito il 30 settembre 2016 ed è stato accompagnato da un tour promozionale. Il quinto singolo estratto dall'album, pubblicato a settembre 2016, s'intitola Razbitaja ljubov'.

## Discografia
- 2012 – Začem? (con i 5sta Family)
- 2016 – Čuvstvo Ju
- 2017 – Fenomeny
- 2019 – Byt' sil'nymi

## Filmografia
- 2014 – Letnij freš